# Atelopus pulcher
Atelopus pulcher is een kikker uit de familie padden (Bufonidae) en het geslacht klompvoetkikkers (Atelopus). De soort werd voor het eerst wetenschappelijk beschreven door George Albert Boulenger in 1882.
Atelopus pulcher leeft in delen van Zuid-Amerika en komt endemisch voor in Peru. De kikker is bekend van een hoogte van 600 tot 900 meter boven zeeniveau. De soort komt in een relatief klein gebied voor en is hierdoor kwetsbaar. Door de internationale natuurbeschermingsorganisatie IUCN wordt de soort beschouwd als 'Kritiek'.
Atelopus pulcher leeft in relatief laaggelegen gebieden in vergelijking met andere soorten. De soort is voor het laatst waargenomen in 2004.